# یاردار
یاردار (به لاتین: Yardar) یک منطقهٔ مسکونی در افغانستان است که در ولایت بدخشان واقع شده‌است.